# Joseph Chéret
Pour les articles homonymes, voir Chéret.
 (octobre 2016).
Joseph Gustave Chéret, né le 12 septembre 1838 à Paris, où il est mort le 15 juin 1894, est un sculpteur et céramiste français.
Il est le frère du peintre et affichiste Jules Chéret (1836-1932).

## Biographie
Fils de Marie Nicolas Chéret, ouvrier typographe, et de Justine Ormeau, Joseph Chéret se forme chez des ornemanistes avant de devenir, vers 1864, l'un des principaux assistants du sculpteur Albert-Ernest Carrier-Belleuse, dont il épouse une des filles en 1868. Auxiliaire précieux pour son beau-père, il s’occupe des affaires quotidiennes de son atelier parisien au 15, rue de la Tour d'Auvergne. Il assimile le style de son maître tout en se construisant une modeste réputation indépendante avec des œuvres qu’il envoie au Salon des artistes français dès 1863. Il collabore avec des maisons d'ornementation comme Christofle à Paris, et Emballer à Vienne, en Autriche, jusqu'en 1873.
À la mort de Carrier-Belleuse, en 1887, il assume brièvement la charge de directeur des travaux d'art de la manufacture de Sèvres restée vacante. En 1891, il expose à la Société nationale des beaux-arts dont il devient membre en 1894.
Joseph Chéret est l’auteur de nombreuses sculptures de petites dimensions, groupe et statuettes, mais aussi de vases, cache-pots qu’il orne de personnages, de scènes et de motifs divers. Son œuvre de style néobaroque annonce à bien des égards l’Art nouveau. On lui doit aussi quelques décorations, fontaines, cheminées monumentales exécutées pour des hôtels particuliers.
Chéret est par ailleurs le créateur de la forme et du décor de la première Salamandre (modèle rond ou modèle éventail) qu’il lance en collaboration avec la Maison Chaboche.
Il meurt le 13 juin 1894 à son domicile du 67, rue de Rochechouart à Paris. Après sa mort, ses œuvres furent exposées à l'École des beaux-arts de Paris puis dispersées à l'hôtel Drouot du 26 au 29 décembre 1894.

Œuvres de Joseph Chéret
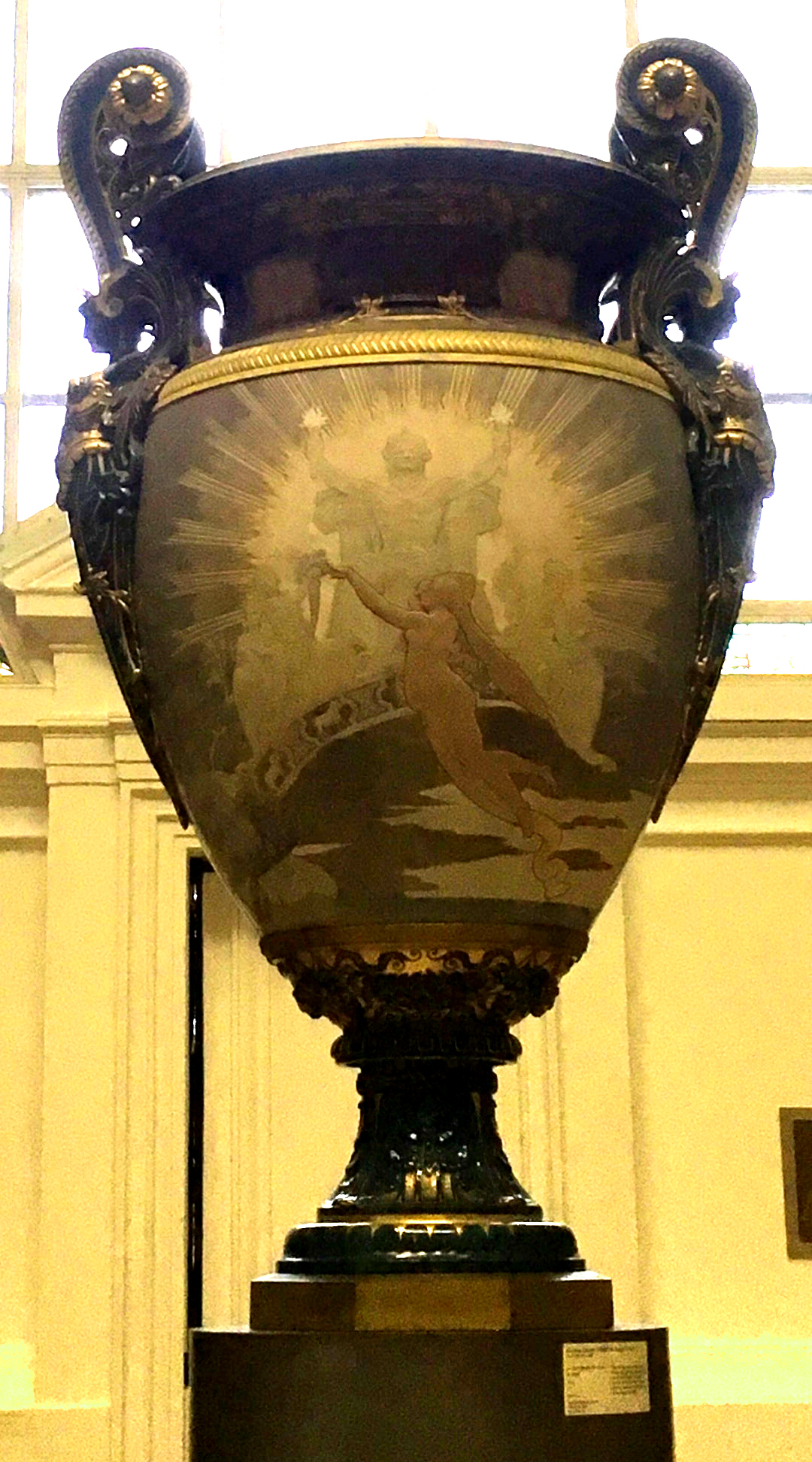
Le Passage de Vénus sur le soleil (1883), palais des Beaux-Arts de Lille.
L'Aube (vers 1883), Cleveland Museum of Art.
Vase (vers 1890), Cleveland Museum of Art.
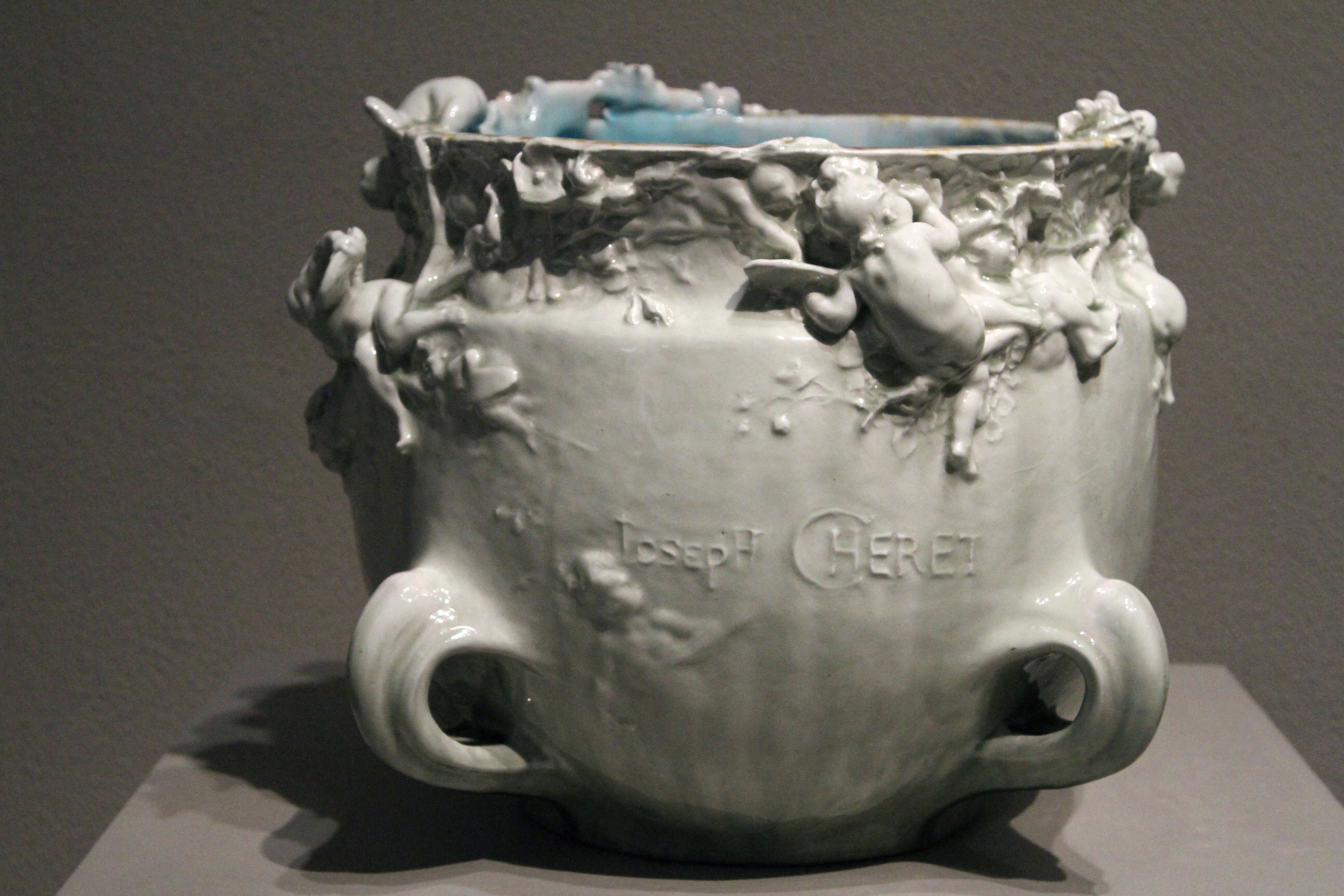
Le Vernissage (vers 1892), musée d'art de Philadelphie.